# Buffalo Bills 1975
La stagione 1975 dei Buffalo Bills è stata la sesta della franchigia nella National Football League, la 16ª complessiva. Con Lou Saban come capo-allenatore la squadra ebbe un record di 8-6, classificandosi terza nella AFC East Division e mancando l'accesso ai playoff dopo la qualificazione dell'anno precedente.
La squadra guidò la lega con una media di 30,0 punti a partita. I 420 punti segnati furono il massimo per una stagione da 14 partite dopo la fusione AFL-NFL e il massimo per qualsiasi squadra negli anni settanta. O.J. Simpson corse 1.817 e stabilì l'allora record NFL di 23 touchdown. I Bills guidarono la lega con 2.974 yard corse, più di 300 in più della seconda classificata.
I Bills concessero più yard passate di qualsiasi altra squadra con un calendario di 14 partite dopo la fusione (3.080). D'altro canto la difesa fu anche leader della NFL in palloni rubati agli avversari.

## Roster
| Roster dei Buffalo Bills nel 1975 |
| --- |
| Quarterback - 12 Joe Ferguson - 17 Gary Marangi Running Back - 34 Jim Braxton FB - 21 Gary Hayman - 23 Steven Schnarr - 32 O.J. Simpson Wide Receiver - 81 Bob Chandler - 47 Clint Haslerig - 40 J.D. Hill - 80 John Holland Tight End - 88 Reuben Gant - 87 Paul Seymour Offensive Linemen - 60 Bill Adams G - 68 Joe DeLamielleure G - 76 Halvor Hagen T - 70 Dave Foley T - 74 Donnie Green T - 67 Reggie McKenzie G - 53 Mike Montler C - 61 Willie Parkern C - 75 Jeff Winans G Defensive Linemen - 72 Don Croft DT - 74 Earl Edwards DE - 50 Mark Johnson DE - 71 Mike Kadish DT - 85 Walt Patulski DE - 65 Pat Toomay DE - 62 Jeff Yeates DT Linebacker - 59 Doug Allen - 30 Bo Cornell - 52 Merv Krakau - 57 John McCrumbly - 54 Tom Ruud - 55 John Skorupan Defensive Back - 45 Charlie Ford CB - 22 Steve Freeman FS - 43 Tony Greene FS - 28 Dwight Harrison CB - 26 Ed JonesEd Jones SS - 41 Royce McKinney SS - 42 Frank Oliver CB - 37 Ike Thomas CB Special Team - 7 Marv Bateman P - 3 John Leypoldt K Lista delle riserve - 27 Ahmad Rashad WR (IR) |
| Legenda - I rookie sono in corsivo. - Il primo ruolo è il principale mentre gli eventuali successivi indicano i ruoli secondari. - (IR) sta per Injured Reserve ed indica la lista ristretta per un solo giocatore infortunato che può tornare ad allenarsi dopo la settimana 6 e a rientrare in prima squadra dopo che questa ha giocato 8 partite. - (NF-Inj.) / (NF-Ill.) stanno rispettivamente per Non-Football Injured e Non-Football Illness ed indicano le liste dove viene inserito un giocatore che ha un infortunio o una malattia non dipendente dal football americano. - (PUP) sta per Physically Unable to Perform ed indica la lista dove viene inserito un giocatore mentre è in attesa di recuperare la condizione fisica. Nella stagione regolare dopo la sesta partita giocata dalla propria squadra, il giocatore ha tempo tre settimane per riprendere ad allenarsi, più tre settimane aggiuntive dal suo rientro agli allenamenti per rientrare in prima squadra.                                                                             |

Fonte:

## Calendario
| Stagione regolare |                   |                         |           |          |
| Turno             | Data              | Avversario              | Risultato | Pubblico |
| 1                 | 21 settembre 1975 | New York Jets           | V 42–14   | 77,837   |
| 2                 | 28 settembre 1975 | at Pittsburgh Steelers  | V 30–21   | 49,348   |
| 3                 | 5 ottobre 1975    | Denver Broncos          | V 38–14   | 79,864   |
| 4                 | 12 ottobre 1975   | at Baltimore Colts      | V 38–31   | 43,907   |
| 5                 | 20 ottobre 1975   | New York Giants         | S 17–14   | 79,428   |
| 6                 | 26 ottobre 1975   | Miami Dolphins          | S 35–30   | 79,141   |
| 7                 | 2 novembre 1975   | at New York Jets        | V 24–23   | 58,343   |
| 8                 | 9 novembre 1975   | Baltimore Colts         | S 42–35   | 77,320   |
| 9                 | 17 novembre 1975  | at Cincinnati Bengals   | S 33–24   | 56,666   |
| 10                | 23 novembre 1975  | New England Patriots    | V 45–31   | 65,655   |
| 11                | 27 novembre 1975  | at St. Louis Cardinals  | V 32–14   | 41,899   |
| 12                | 7 dicembre 1975   | at Miami Dolphins       | S 31–21   | 78,701   |
| 13                | 14 dicembre 1975  | at New England Patriots | V 34–14   | 58,393   |
| 14                | 20 dicembre 1975  | Minnesota Vikings       | S 35–13   | 54,993   |

## Classifiche
| AFC East             |    |    |   |      |     |      |     |     |     |
|                      | V  | S  | P | %    | DIV | CONF | PF  | PS  | STR |
| Baltimore Colts(3)   | 10 | 4  | 0 | .714 | 6–2 | 8–3  | 395 | 269 | V9  |
| Miami Dolphins       | 10 | 4  | 0 | .714 | 6–2 | 7–4  | 357 | 222 | V1  |
| Buffalo Bills        | 8  | 6  | 0 | .571 | 5–3 | 7–4  | 420 | 355 | S1  |
| New York Jets        | 3  | 11 | 0 | .214 | 2–6 | 3–8  | 258 | 433 | S2  |
| New England Patriots | 3  | 11 | 0 | .214 | 1–7 | 2–9  | 258 | 358 | S6  |